# Oldřich Cichoň
Oldřich Cichoň (* 13. února 2002 Praha) je český lední hokejista hrající na pozici brankáře.

## Život
S hokejem začínal v pražské Kobře. Za ni hrál až do sezóny 2016/2017, kdy nastupoval v jejím týmu do šestnácti let. Poté se přesunul k Letcům Letňany, k jejich výběru do šestnácti let, nicméně v jednom utkání si zahrál i za výběr do osmnácti let. Následně ještě přestoupil do pražské Sparty, za níž hrál v týmu do šestnácti let. Další ročník (2018/2019) patřil ve sparťanském mužstvu do kádru výběru do devatenácti let, za kterého ve třech utkáních vypomáhal mužům Kobry hrajícím druhou ligu, tedy třetí nejvyšší soutěž v České republice.
Sezónu 2019/2020 nastupoval za sparťanské juniory, za něž začal i následující ročník 2020/2021. V jeho průběhu se v jednom utkání objevil rovněž mezi muži Sparty. Další zápasy (14 v základní části a jeden v playoff) odehrál v rámci hostování v Baníku Sokolov. Během prosince byl trenéry národního týmu do dvaceti let donominován do přípravy reprezentačního výběru na mistrovství světa jejich věkové kategorie. V sezóně 2021/2022 odehrál dva zápasy za pražskou Spartu, nicméně zbytek ročníku strávil opět na hostování v Sokolově. Obdobně též v ročníku 2022/2023 hostoval za Sparty v Sokolově (tehdy za Pražany v ročníku do soutěžního zápasu vůbec nenastoupil). I sezónu 2023/2024 patřil do kádru Sparty, za níž odehrál jedno utkání, a zbytek sezóny nastupoval v barvách litoměřického Stadionu.
Před ročníkem 2024/2025 přestoupil do Slavie Praha, která jej prezentovala jako nejúspěšnějšího brankáře playoff Chance ligy předchozí sezóny.